# Acrophoca
Acrophoca longirostris
Genre
Espèce
Acrophoca (du grec ancien ἄκρος, acros (« élevé, extrême ») et de φώκη, phokê (« phoque »)) est un genre éteint de mammifères de la famille des phocidés dont les fossiles ont été trouvés au Chili et au Pérou dans des strates datant du Miocène supérieur, du Messinien, soit il y a environ entre 7,246 et 5,333 millions d'années. 
La seule espèce rattachée au genre, Acrophoca longirostris était certainement l'ancêtre du phoque léopard moderne. Ses fossiles ont été découverts à proximité de fossiles de Thalassocnus et d'Odobenocetops, ainsi que ceux d'animaux modernes comme des dauphins, fous de Bassan et des cormorans.

## Description

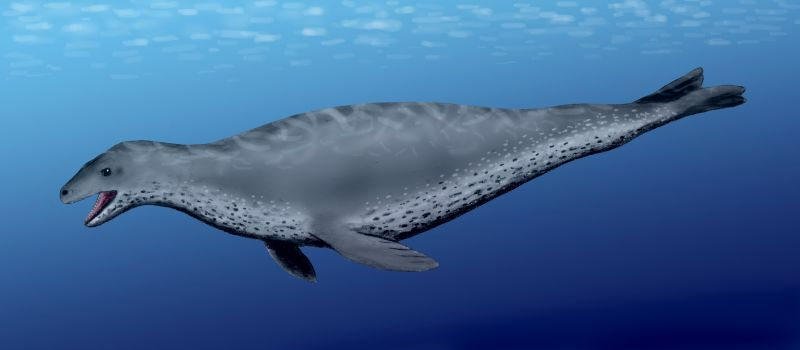
Reconstitution dAcrophoca.

Acrophoca longirostris a été décrit en 1981 par le paléontologue français Christian de Muizon. Il faisait environ 1,5 mètre de long. Il n'était pas aussi adapté à la nage que ses descendants. Cela indique qu'il devait passer beaucoup de temps près des côtes. Son régime alimentaire devait se composer de poissons.